# Lely

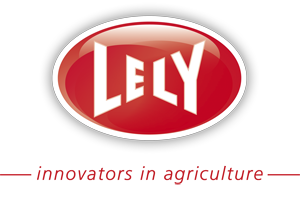
Lelys logotyp

Lely är ett nederländskt företag som utvecklar vallskördemaskiner för lantbruk och automatiska mjölkningssystem med eventuell kringutrustning.